# جوناثان بورخا
جوناثان بورخا (5 أبريل 1994 بإيبارا في الإكوادور - ) هو لاعب كرة قدم إكوادوري في مركز الوسط. لعب مع نادي أوكاس.

## وصلات خارجية
- جوناثان بورخا على موقع قاعدة بيانات كرة القدم.إي يو (الإنجليزية)
- جوناثان بورخا على موقع ناشيونال فوتبول تيمز (الإنجليزية)
- جوناثان بورخا على موقع Soccerway.com (الإنجليزية)